# 小林行雄
小林 行雄（こばやし ゆきお、1911年（明治44年）8月18日 - 1989年（平成元年）2月2日）は、日本の考古学者。京都大学名誉教授。学位は、文学博士。日本学士院恩賜賞受賞者。

## 来歴
兵庫県神戸市に生まれる。1932年（昭和7年）、神戸高等工業学校（現：神戸大学工学部）を卒業し、副手に就任。後に依願退職し、近畿地方を中心に発掘調査に携わる。1935年（昭和10年）、京都帝国大学文学部助手。1945年（昭和20年）に海軍に招集され、戦後は1953年（昭和28年）に京都大学文学部講師、1954（昭和29年）年には日本学士院恩賜賞を受賞。1955年1月、『史林』38巻1号に「古墳発生の歴史的意義」を発表。1974年（昭和49年）、京都大学文学部教授に昇進し、1975年（昭和50年）に退官、名誉教授。
1937年（昭和12年）九州から近畿地方にまで分布する土器に共通した特徴があることに気づき、その土器に「遠賀川式」と名付けた。
遺跡や古墳から出土する遺物に着目し、精緻な系統的分類を行う研究手法で知られる。この方法論は後の日本の古代社会の動向や文化理解のための基本的な方法論として確立させるという不朽不滅の業績を残したとされる。特に1965年（昭和40年）の論文書『古鏡』における三角縁神獣鏡の形式学的な遺物研究は大きく評価されている。

## 著書
- 『大和唐古弥生式遺跡の研究』桑名文星堂 1943
- 『日本古代文化の諸問題 考古学者の対話』高桐書院 1947
- 『日本考古学概説』創元選書 1951
- 『福岡県糸島郡一貴山村田中銚子塚古墳の研究』便利堂 1952
- 『古墳の話』岩波書店、1959年
- 『陶器全集 第1巻 埴輪』平凡社 1960
- 『古墳時代の研究』青木書店 1961
- 『古代の技術』正続 塙選書 1962-1964
- 『古鏡』学生社 1965
- 『国民の歴史 女王国の出現』文英堂 1967
- 『民族の起源』塙新書 1972
- 『古墳文化論考』平凡社 1976
- 『小林行雄考古学選集』真陽社

1、弥生文化の研究　2005年
2、古墳文化の研究　2010年

### 共著・編
- 『弥生式土器聚成図録』正編 東京考古学会、1938-1939年、森本六爾と共同編集、解説は翌年。弥生文化が北九州に始まって東に波及する状況などが明らかになった。
- 『弥生式土器集成』第1-2 杉原荘介共編 弥生式土器集成刊行会 1958-61
- 『図解考古学辞典』水野清一共編 東京創元社 1959
- 『世界考古学大系 第3巻 日本 第3（古墳時代）』編 平凡社 1959
- 『世界考古学大系 第4巻 日本 第4（歴史時代）』浅野清共編 平凡社 1961
- 『装飾古墳』編 藤本四八撮影 平凡社 1964
- 『日本文学の歴史 第1巻 神と神を祭る者』池田弥三郎、角川源義共編 角川書店 1967
- 『論集日本文化の起源 1 考古学』編 平凡社 1971

### 記念論文集
- 『考古学論考 小林行雄博士古稀記念論文集』平凡社 1982

## 関連図書
- 『考古学論考 小林行雄博士古稀記念論文集』平凡社 1982
- 『考古学一路 小林行雄博士著作目録』平凡社 1983
- 『小林行雄先生追悼録』京都大学文学部考古学研究室 1994
- 『考古学京都学派』角田文衛編、雄山閣出版 増補版1997